# ابراهیم فراج
ابراهیم فرّاج (فرانسوی: Brahim Ferradj‎؛ زادهٔ ۴ سپتامبر ۱۹۸۷) بازیکن فوتبال اهل فرانسه است.
از باشگاه‌هایی که در آن بازی کرده‌است می‌توان به باشگاه فوتبال استاد برستوا ۲۹ اشاره کرد.